# اهلبک (یوزدم)
اهلبک (یوزدم) (به آلمانی: Ahlbeck (Usedom)) یک منطقهٔ مسکونی در آلمان است که در مکلنبورگ-فورپومرن واقع شده‌است.